# لوسي هووبر
لوسي هووبر (بالإنجليزية: Lucy Hooper)‏ هي كاتِبة وشاعرة أمريكية، ولدت في 4 فبراير 1816 في نيوبوريبورت في الولايات المتحدة، وتوفيت في 1 أغسطس 1841 في بروكلين في الولايات المتحدة.